# Elle Armit
Elle Armit est une joueuse australienne de water-polo née le 20 août 1991 à Townsville, dans le Queensland. Elle a remporté avec l'équipe d'Australie la médaille d'argent du tournoi féminin aux Jeux olympiques d'été de 2024, organisés à Paris.